# Luigi Infanti della Mora
Luigi Infanti della Mora (ur. 5 sierpnia 1954 w Campomolle di Teor) – włoski duchowny rzymskokatolicki, od 1999 wikariusz apostolski Aysén.